# *-алгебра
*-алгебра (алгебра з інволюцією, алгебра з операцією спряження) — асоціативна алгебра з інволюцією, що має властивості подібні до комплексного спряження. 

## *-кільце
*-кільце — кільце з унарною операцією * яка є
- антиавтоморфізмом, тобто

{\displaystyle \ (x+y)^{*}=x^{*}+y^{*}}
{\displaystyle \ (xy)^{*}=y^{*}x^{*}}
{\displaystyle \ 1^{*}=1}
- та інволюцією, тобто

{\displaystyle \ (x^{*})^{*}=x.}
Таке кільце ще називається — кільце з інволюцією.

## *-алгебра
*-алгебра A це *-кільце, що є асоціативною алгеброю над іншим *-кільцем R, з узгодженням операції * в {\displaystyle R\subset A.}
Базове *-кільце це, зазвичай, комплексні числа (де * — комплексне спряження).
Тоді * є спряжено-лінійним, тобто
{\displaystyle (\lambda x+\mu y)^{*}=\lambda ^{*}x^{*}+\mu ^{*}y^{*}\quad \lambda ,\mu \in R;\;\;x,y\in A}.
*-гомоморфізм {\displaystyle \ f:A\to B} є гомоморфізм алгебр що відображає інволюцію в A на інволюцію в B, тобто:
{\displaystyle f(x^{*})=f(x)^{*}\quad \forall x\in A.}
- Елементи для яких {\displaystyle \ x^{*}=x} називаються само-спряженими, симетричними або ермітовими.
- Елементи для яких {\displaystyle \ x^{*}=-x} називаються косо-спряженими, анти-симетричними або анти-ермітовими.
- Можна визначити сесквілінійну форму за допомогою операції * у виді {\displaystyle \phi (x,y)=x^{*}\cdot y}.

## C*-алгебра
C*-алгебра — Банахова *-алгебра, для якої виконується C*–властивість:
{\displaystyle \|x^{*}x\|=\|x\|\|x^{*}\|,}
{\displaystyle \|xx^{*}\|=\|x\|\|x^{*}\|.}
Обидві умови є еквівалентними.
Також вони еквівалентні В*–властивості
{\displaystyle \|xx^{*}\|=\|x\|^{2}.}

## Приклади
- Найвідомішим прикладом є комплексні числа {\displaystyle \mathbb {C} } з операцією спряження.
- За допомогою процедури Кейлі-Діксона утворюються алгебри з операцією спряження: комплексні числа, кватерніони, октоніони.
- Квадратні матриці з комплексними елементами з операцією ермітового спряження.
- Ермітове спряження лінійного оператора в Гільбертовому просторі.

## Властивості
Багато властивостей спряження для комплексних чисел зберігаються в *-алгебрах:
- Якщо для 2 в алгебрі існує обернений елемент, тоді {\displaystyle {\frac {1}{2}}(1-*)} та {\displaystyle {\frac {1}{2}}(1+*)} є ортогональними ідемпотентами. Якщо їх вибрати в базис, то алгебра як векторний простір розкладається в пряму суму підпросторів з симетричних та анти-симетричних (ермітових та анти-ермітових) елементів.
- Ермітові елементи *-алгебри утворюють алгебру Йордана.
- Анти-ермітові елементи *-алгебри утворюють алгебру Лі.